# 施利爾塞山

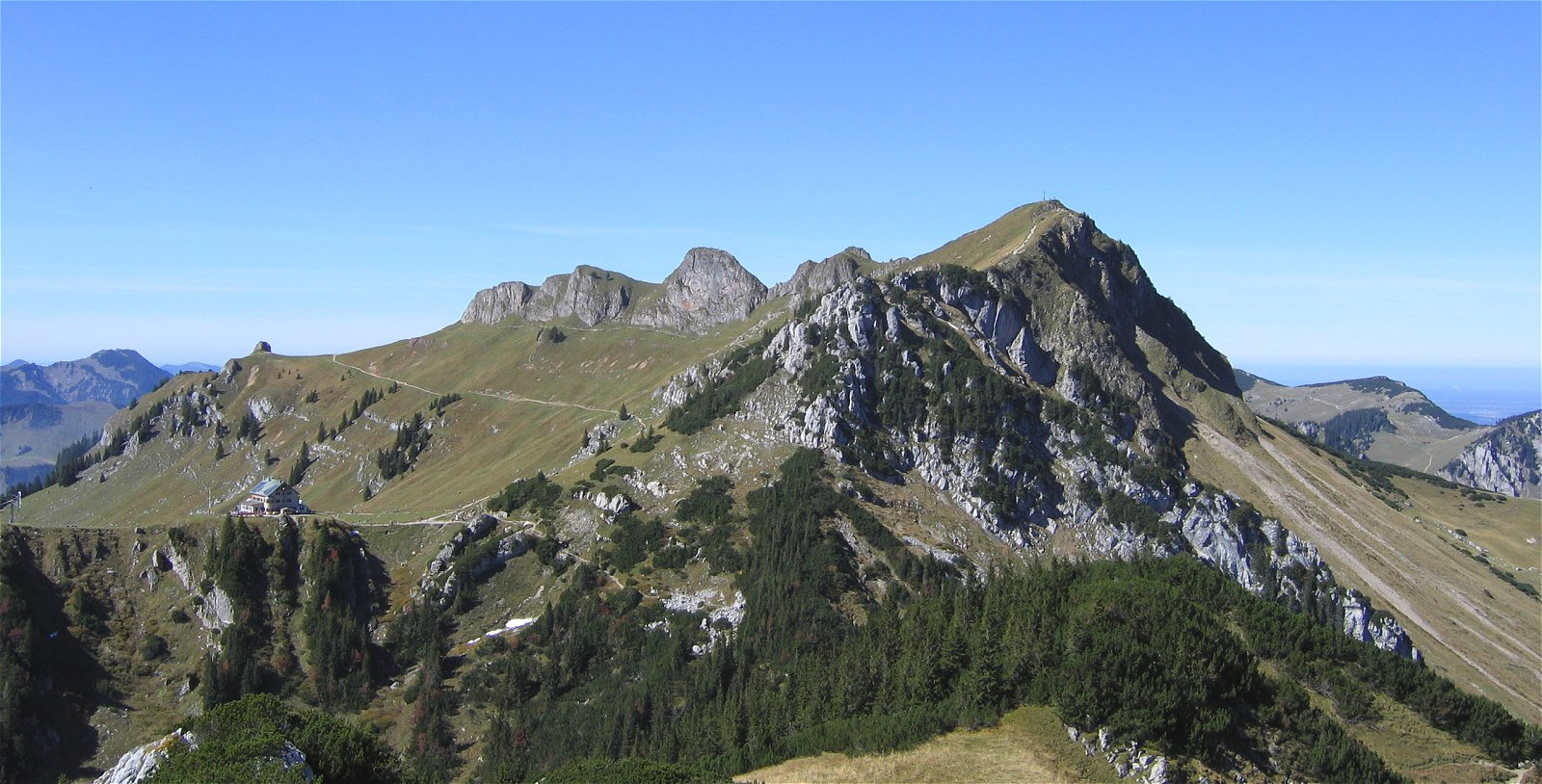

47°39′1″N 11°56′4″E / 47.65028°N 11.93444°E
施利爾塞山（德語：Schlierseer Berge），是德國的山峰，位於該國東南部，由巴伐利亞負責管轄，屬於北石灰岩山脈的一部分，最高點羅特萬德山海拔高度1,884米，每年平均降雨量1,764毫米。